# Bundesratswahl 1973
Zur Bundesratswahl 1973 am 5. Dezember 1973 kam es wegen der Rücktritte der Bundesräte Hans-Peter Tschudi (SP), Roger Bonvin (CVP) und Nello Celio (FDP). Dadurch wurde eine ausserordentliche Wahl durch die Vereinigte Bundesversammlung nötig. Die offiziellen Kandidaten waren Arthur Schmid für die SP, Enrico Franzoni für die CVP und Henri Schmitt für die FDP. Keiner der drei offiziellen Kandidaten wurde gewählt.

## Detailergebnisse der Ersatzwahl für Hans-Peter Tschudi, SP

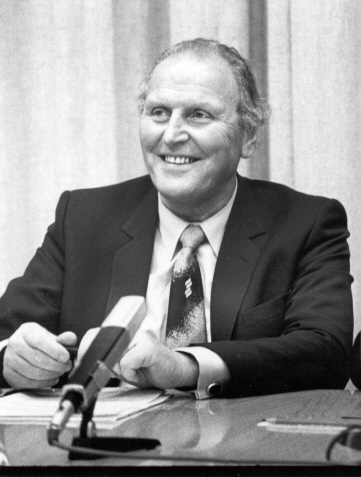
Willi Ritschard (1983)

Der 1. Wahlgang erbrachte nicht den von der SP gewünschten Ausgang. Ihr offizieller Kandidat war Nationalrat Arthur Schmid aus dem Aargau. Der Solothurner Nationalrat Willi Ritschard wurde mit knapper Mehrheit bereits im 1. Wahlgang zum Bundesrat gewählt. Neben Ritschard und Schmid erhielt Nationalrat Anton Muheim aus dem Kanton Luzern zahlreiche Stimmen. Ritschard war dann zwischen 1974 und 1979 Vorsteher des Verkehrs- und Energiewirtschaftsdepartements (ab 1979 Eidgenössisches Verkehrs- und Energiewirtschaftsdepartement, EVED) und zwischen 1980 und 1983 Vorsteher des EFD.  
|                         | 1. Wahlgang |
| ----------------------- | ----------- |
| ausgeteilte Wahlzettel  | 242         |
| eingegangene Wahlzettel | 242         |
| leer/ungültig           | 1/0         |
| gültig Total            | 241         |
| absolutes Mehr          | 121         |
| Willi Ritschard         | 123         |
| Artur Schmid            | 77          |
| Anton Muheim            | 22          |
| Verschiedene            | 19          |

## Detailergebnisse der Ersatzwahl für Roger Bonvin, CVP

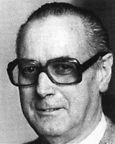
Hans Hürlimann

Der 1. Wahlgang erbrachte nicht den von der CVP gewünschten Ausgang. Statt des Tessiners Enrico Franzoni wurde der Zuger Nationalrat Hans Hürlimann mit deutlicher Mehrheit zum Bundesrat gewählt. Der ursprüngliche Mitfavorit der CVP war Nationalrat Leo Schürmann aus dem Kanton Solothurn. Wegen der Wahl des Solothurners Ritschard konnte Schürmann wegen der damals geltenden Kantonsklausel (nur 1 Bundesrat pro Kanton möglich) nicht mehr gewählt werden. Hürlimann war dann zwischen 1974 und 1982 Vorsteher des Departements des Innern (ab 1979 Eidgenössisches Departement des Innern).
|                         | 1. Wahlgang |
| ----------------------- | ----------- |
| ausgeteilte Wahlzettel  | 241         |
| eingegangene Wahlzettel | 241         |
| leer/ungültig           | 3/9         |
| gültig Total            | 229         |
| absolutes Mehr          | 115         |
| Hans Hürlimann          | 132         |
| Enrico Franzoni         | 84          |
| Verschiedene            | 13          |

## Detailergebnisse der Ersatzwahl für Nello Celio, FDP

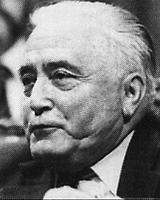
Georges-André Chevallaz

Der 1. Wahlgang erbrachte bereits einen von der FDP nicht erwünschten Ausgang. Statt des Genfers Henri Schmitt wurde der Waadtländer Georges-André Chevallaz mit deutlicher Mehrheit zum Bundesrat gewählt. Chevallaz war dann zwischen 1974 und 1979 Vorsteher des Finanz- und Zolldepartements (ab 1979 Eidgenössisches Finanzdepartement, EFD) und zwischen 1980 und 1983 Vorsteher des Militärdepartements (ab 1979 Eidgenössisches Militärdepartement, EMD).
|                         | 1. Wahlgang |
| ----------------------- | ----------- |
| ausgeteilte Wahlzettel  | 241         |
| eingegangene Wahlzettel | 241         |
| leer/ungültig           | 0/0         |
| gültig Total            | 241         |
| absolutes Mehr          | 121         |
| Georges-André Chevallaz | 137         |
| Henri Schmitt           | 93          |
| Verschiedene            | 11          |